# Prochelator tupuhi
Prochelator tupuhi là một loài chân đều trong họ Desmosomatidae. Loài này được Brix & Bruce miêu tả khoa học năm 2008.